# Karl XII:s levnad
Karl XII:s levnad är ett bokverk av Frans G. Bengtsson som utgavs 1932 och behandlar Karl XII.

## Utgivning
Verket utgavs från början uppdelat på två band och fyra avsnitt:
Band 1, Till uttåget ur Sachsen – Barndom och lek, Vigder vid soldathopen.
Band 2, Från Altranstädt till Fredrikshall – Fortuna går över, Ensam mot ödet.

## Mottagande
I en samtida recension skrev Torsten Fogelqvist:
"Verket har en realistisk åskådlighet och inre trovärdighet som imponerar och griper. En ståtligare bild av lyckans överman har icke komponerats. Och den bild författaren ger av 'riket som var hans' verkar i sin djärva och kärva sammanfattning, detaljbildernas dråpliga realism (den svenska bonden t. ex.), stilens vingbredd och språkets kongruens med ämnet nästan som en historisk hallucination. Dessa sidor borde införlivas med den historiska läsebokslitteraturen, så genialt levande är de." (Baksidestext från upplagan 1968)